# Tirent-Pontéjac
 Tirent-Pontéjac  là một xã thuộc tỉnh Gers trong vùng Occitanie miền nam nước Pháp.